# Orden der goldenen Stola
Der Orden der goldenen Stola, auch Ritterorden der goldenen Stola, war ein venezianischer Orden. Man nannte ihn L’Ordre de l’Etole d’ore, kurz auch „(Delle) Storo d’oro“ zu Venedig. Das Ordenszeichen war eine mit goldenen Blumen bestickte handbreite Stola, die über die rechte Schulter zur linken Hüftseite getragen wurde und bis mindestens zur Kniehöhe reichte.
Der Senat von Venedig zeichnete seine Mitglieder damit aus. Es sollen auch Militärs und Gesandte zu den Geehrten gehört haben. Diese nannten sich Ritter von der goldenen Stola. Maximal sollen es nur 20 Auszeichnungen gegeben haben. Der Orden war erblich, besonders in den Häusern Contarini del Zaffo, Quirini, Morosini und Rezzonico. 
Die Zeit der Stiftung und des Erlöschens ist nicht bekannt.

## Ordensträger
Angelo Emo, Admiral der venezianischen Flotte; Ordensträger ab 1768.

## Bemerkung
- Es gab auch einen Orden der Stola in Spanien, gestiftet von König Alfons V. von Aragón.[3] mit dem Tod des Stifters erloschen.[1]